# 田畑治
田畑 治（たばた おさむ、1940年1月1日 - ）は、日本の臨床心理学者。臨床心理士。同朋大学大学院人間福祉研究科客員教授。名古屋大学名誉教授。教育学博士（京都大学・1971年）。元名古屋大学教育学部附属中学校・高等学校校長。専門は、心理臨床学・発達援助臨床学。山口県光市生まれ。

## 経歴
- 1958年　山口県立安下庄高等学校卒業。
- 1958年　京都大学教育学部入学。
- 1962年　京都大学教育学部卒業。
- 1962年　京都大学大学院教育学研究科修士課程入学。
- 1964年　京都大学大学院教育学研究科修士課程修了。教育学修士学位取得（京都大学教修第92号）
- 1964年　京都大学大学院教育学研究科博士課程進学。
- 1967年　京都大学大学院教育学研究科博士課程満期退学。
- 1967年　京都大学教育学部助手。
- 1968年　第１回内田勇三郎賞（日本臨床心理学会賞）
- 1969年　千葉大学教育学部専任講師。
- 1971年　千葉大学教育学部助教授。
- 1971年　教育学博士の学位を取得（京都大学論教博第14号）
- 1975年　名古屋大学教育学部助教授。
- 1986年　名古屋大学教育学部教授。
- 1988年　臨床心理士（日本臨床心理士資格認定協会・第９号）
- 1989年～1990年　カリフォルニア大学ロサンゼルス校（UCLA)に在外研究。
- 1990年　認定カウンセラー（日本カウンセリング学会・第115号）
- 1990年～1997年　名古屋大学大学院教育学研究科発達臨床学専攻教授。
- 1994年～1996年　名古屋大学教育学部附属中学校長・高等学校長。
- 1995年～1999年　放送大学客員教授兼任（臨床心理学担当）
- 1999年～2003年　名古屋大学大学院教育発達科学研究科教授。
- 1997年～2000年　名古屋大学教育学部教授。
- 1997年　日本カウンセリング学会功労賞。
- 2000年～2003年　名古屋大学大学院教育発達科学研究科精神発達臨床科学講座教授。
- 2002年～2003年　放送大学教材作成協力講師（心理臨床の世界担当）
- 2003年～2013年　愛知学院大学心身科学部教授
- 2020年 瑞宝中綬章受章[1][2]